# Engenharia de avaliações
A engenharia de avaliações é um ramo da engenharia que agrupa um vasto conjunto de conhecimentos de engenharia e de arquitetura, além de outras ciências naturais, exatas e sociais e tem como objetivo determinar o valor de um bem, de seus direitos, frutos e custos de reprodução, ou seja, a avaliação imobiliária. 
A engenharia de avaliações é de grande interesse para os diversos agentes do mercado imobiliário tais como: imobiliárias, bancos de crédito imobiliário, compradores ou vendedores de imóveis. Ainda para empresas seguradoras, o poder judiciário, os fundos de pensão, os incorporadores, os construtores, prefeituras, investidores etc. 
As avaliações devem ser realizadas como base nas normas técnicas da ABNT - Associação Brasileira de Normas Técnicas, através da aplicação de metodologia apropriada. A sua aplicação adequada exige, além dos conhecimentos necessários para elaboração do trabalho, dedicação, segurança, reserva, consciência, senso de justiça, ética profissional, isenção, competência, senso crítico, investigação, observação e criatividade. 
A engenharia de avaliações deve ser praticada por engenheiros, arquitetos, agrônomos, cada um obedecendo sua habilitação profissional, de acordo com as resoluções do CONFEA - Conselho Federal de Engenharia e Agronomia e do CAU/BR - Conselho de Arquitetura e Urbanismo do Brasil, que detenham os conhecimentos necessários para a realização do trabalho avaliatório a ser executado. O engenheiro de avaliações deve ser um pessoa ligada ao mercado, deve estar apto a investigar e diagnosticar os mercados, em particular o mercado imobiliário, não obstante extrapolando os mercados financeiros e de capitais.
O serviço de engenharia de avaliações é uma assessoria bem abrangente e não se resume apenas a atribuir valor a um bem, esta é uma das suas finalidades, em muitos casos a principal, mas uma avaliação que se restringe a informar o valor é muito pobre. É necessário que se faça uma avaliação de vários aspectos do mercado, bem como o mercado comprador, o mercado vendedor, a probabilidade de absorção do bem no mercado e a que preço. Enfim, deve responder questões importantes como, quais são as preferências do mercado, quais variáveis interferem na formação do preço, qual a função utilidade para o investidor potencial, quanto custa produzir o bem avaliado, que taxa de rentabilidade sobre o custo investido e sobre o valor de mercado.
No Brasil a disciplina de engenharia de avaliações já é parte integrante do curso de engenharia civil em algumas universidades brasileiras. Nesse aspecto Pernambuco é pioneiro no Brasil, já que a disciplina já é oferecida desde 1981 e pela POLI - Escola Politécnica da Universidade Estadual de Pernambuco - desde 1982. Outro estado que contribuiu fortemente foi o Rio Grande do Sul, através da atuação do Eng. Ibá Ilha Moreira Filho na estruturação do IBAPE, entidade nacional que estruturou a atividade de engenharia de avaliações, e Eng. Andre Maciel Zeni, que participou ativamente na redação das normas técnicas brasileiras. Na área acadêmica o estado apresenta dois doutores, Claudia de Cesare (PhD) e Marco Aurélio Stumpf González (Dr-Eng.). 